# تپه ولیان (۲)
تپه ولیان (۲) مربوط به عصر مس - دوره اشکانیان - سده‌های اولیه دوران‌های تاریخی پس از اسلام است و در شهرستان بروجرد، بخش مرکزی، دهستان شیروان، ۴۰۰ متری جنوب روستای ولیان واقع شده و این اثر در تاریخ ۲۸ اسفند ۱۳۸۵ با شمارهٔ ثبت ۱۸۳۷۴ به‌عنوان یکی از آثار ملی ایران به ثبت رسیده است.